# Campeonato Brasileiro de Futebol de 1968 (Taça Brasil)
O Campeonato Brasileiro de Futebol de 1968, originalmente denominado Taça Brasil pela CBD, foi a 12.ª edição do Campeonato Brasileiro e foi vencido pelo Botafogo, que conquistou o seu primeiro título de campeão brasileiro de futebol. Título este que é compartilhado oficialmente pela CBF com o Santos, vencedor da Taça de Prata de 1968.
Inicialmente, a CBD pretendia indicar o campeão e o vice desse certame como os dois representantes brasileiros na Taça Libertadores da América de 1969. No entanto, a competição foi prolongada até outubro do ano seguinte, devido a problemas de calendário e principalmente por causa do impasse ocorrido no confronto das quartas de final entre o Botafogo e o Metropol, clube de Santa Catarina, que acabou atrasando a competição em quatro meses. Por conta do longo atraso e da impossibilidade da Taça Brasil de 1968 acabar antes do início da Libertadores da América de 1969, em dezembro de 1968 a entidade máxima do futebol nacional decidiu em caráter especial indicar os melhores colocados do Torneio Roberto Gomes Pedrosa de 1968 como os representantes brasileiros na competição continental, em substituição aos vencedores da Taça Brasil. No entanto, por desentendimentos entre as confederações brasileira (CBD) e sul-americana (CONMEBOL), o Brasil terminou não participando da Libertadores em 1969 e 1970.[carece de fontes?]
Esta edição contou com a participação de vinte e três clubes. Devido ao atraso e a perda da vaga na Libertadores, Santos e Palmeiras acabaram abandonando a competição, sem que esses clubes (classificados diretamente à fase final) disputassem qualquer jogo, deixando o Estado de São Paulo como a única unidade federativa do Brasil (fora o Acre) fora desta edição. Por outro lado, o Mato Grosso finalmente foi representado no torneio pela primeira (e, no caso da Taça Brasil, única) vez, através do Operário de Várzea Grande. O torneio finalmente chegou ao fim em outubro de 1969, com o Botafogo sagrando-se campeão, batendo na final o Fortaleza.
Apesar de sua importância, e de seu vencedor ser considerado o campeão brasileiro já na época de sua disputa, somente em 2010 que este torneio foi reconhecido oficialmente pela CBF como um dos dois Campeonatos Brasileiros de Futebol de 1968.
Com a conquista, o Botafogo se tornou o primeiro clube carioca a conquistar o campeonato nacional de futebol.

## Regulamento
A Taça Brasil de 1968 foi dividida em duas fases. Os atuais campeão e vice (Palmeiras e Náutico) e os representantes dos estados da Guanabara e São Paulo (Botafogo e Santos) já estavam garantidos na fase final. Os demais representantes estaduais deveriam passar pela primeira fase, dividida em três zonas (Zona Norte, Centro e Sul), cada qual com um regulamento próprio, classificando o campeão de cada zona para a fase final.

## Participantes
| Equipe                 | Cidade                | Classificação                   | Participações                                         | Título(s)                                   |
| ---------------------- | --------------------- | ------------------------------- | ----------------------------------------------------- | ------------------------------------------- |
| Água Verde             | Curitiba              | Campeão paranaense de 1967      | 0                                                     | 0 (não possui)                              |
| América de Natal       | Natal                 | Campeão potiguar de 1967        | 0                                                     | 0 (não possui)                              |
| Atlético Goianiense    | Goiânia               | Vice-Campeão goiano de 1967[GO] | 1 (1965)                                              | 0 (não possui)                              |
| Bahia                  | Salvador              | Campeão baiano de 1967          | 6 (1959 - 1963, 1968[RGP])                            | 1 (1959)                                    |
| Botafogo               | Rio de Janeiro        | Campeão carioca de 1967         | 5 (1962, 1963, 1967, 1967[RGP], 1968[RGP])            | 0 (não possui)                              |
| Campinense             | Campina Grande        | Campeão paraibano de 1967       | 6 (1961 - 1966)                                       | 0 (não possui)                              |
| Operário VG            | Várzea Grande         | Campeão mato-grossense de 1967  | 0                                                     | 0 (não possui)                              |
| Cruzeiro               | Belo Horizonte        | Campeão mineiro de 1967         | 7 (1960 - 1962, 1966, 1967, 1967[RGP], 1968[RGP])     | 1 (1966)                                    |
| CSA                    | Maceió                | Campeão alagoano de 1967        | 5 (1959, 1961, 1964, 1966, 1967)                      | 0 (não possui)                              |
| Desportiva Ferroviária | Cariacica             | Campeão capixaba de 1967        | 2 (1965, 1966)                                        | 0 (não possui)                              |
| Fortaleza              | Fortaleza             | Campeão cearense de 1967        | 4 (1960, 1961, 1965, 1966)                            | 0 (não possui)                              |
| Goytacaz               | Campos dos Goytacazes | Campeão fluminense de 1967      | 2 (1964, 1967)                                        | 0 (não possui)                              |
| Grêmio                 | Porto Alegre          | Campeão gaúcho de 1967          | 10 (1959 - 1961, 1963 - 1967, 1967[RGP], 1968[RGP])   | 0 (não possui)                              |
| Metropol               | Criciúma              | Campeão catarinense de 1967     | 4 (1961 - 1964)                                       | 0 (não possui)                              |
| Moto Club              | São Luís              | Campeão maranhense de 1967      | 3 (1960, 1961, 1967)                                  | 0 (não possui)                              |
| Náutico                | Recife                | Campeão pernambucano de 1967    | 6 (1961, 1964 - 1968[RGP])                            | 0 (não possui)                              |
| Olímpico Clube         | Manaus                | Campeão amazonense de 1967      | 0                                                     | 0 (não possui)                              |
| Palmeiras              | São Paulo             | Campeão brasileiro de 1967      | 8 (1960, 1961, 1964 - 1967[TB], 1967[RGP], 1968[RGP]) | 3 (1960, 1967[RGP], 1967[TB])               |
| Paysandu               | Belém                 | Campeão paraense de 1967        | 6 (1960, 1962 - 1964, 1966, 1967)                     | 0 (não possui)                              |
| Piauí                  | Teresina              | Campeão piauiense de 1967       | 1 (1967)                                              | 0 (não possui)                              |
| Rabello                | Brasília              | Campeão brasiliense de 1967     | 2 (1966, 1967)                                        | 0 (não possui)                              |
| Santos                 | Santos                | Campeão paulista de 1967        | 9 (1959, 1961 - 1968[RGP])                            | 6 (1961, 1962, 1963, 1964, 1965, 1968[RGP]) |
| Sergipe                | Aracaju               | Campeão sergipano de 1967       | 2 (1962, 1965)                                        | 0 (não possui)                              |

Notas
- GO. ^ O CRAC, campeão goiano de 1967, abriu mão de sua participação.
- RGP. ^ Em 1967 e 1968, foram realizados dois Campeonatos Brasileiros. Esta colocação refere-se ao torneio denominado na época de Torneio Roberto Gomes Pedrosa.
- TB. ^ Em 1967 e 1968, foram realizados dois Campeonatos Brasileiros. Esta colocação refere-se ao torneio denominado na época de Taça Brasil.

## Primeira fase

### Zona Norte

#### Grupo 1
| Classificação da fase final | Classificação da fase final | Classificação da fase final | Classificação da fase final | Classificação da fase final | Classificação da fase final | Classificação da fase final | Classificação da fase final | Classificação da fase final | Classificação da fase final |
| Time | Time                        | Pts                         | J                           | V                           | E                           | D                           | GP                          | GC                          | SG                          |
| --- | --------------------------- | --------------------------- | --------------------------- | --------------------------- | --------------------------- | --------------------------- | --------------------------- | --------------------------- | --------------------------- |
| 1 | Moto Club                   | 6                           | 4                           | 3                           | 0                           | 1                           | 7                           | 3                           | +4                          |
| 2 | Paysandu                    | 3                           | 4                           | 1                           | 1                           | 2                           | 8                           | 6                           | +2                          |
| 3 | Olímpico                    | 3                           | 4                           | 1                           | 1                           | 2                           | 3                           | 9                           | -6                          |
| Pts – pontos; J – jogos disputados; V - vitórias; E - empates; D - derrotas; GP – gols pró; GC – gols contra; SG – saldo de gols |                             |                             |                             |                             |                             |                             |                             |                             |                             |

#### Grupo 2
| Classificação da fase final | Classificação da fase final | Classificação da fase final | Classificação da fase final | Classificação da fase final | Classificação da fase final | Classificação da fase final | Classificação da fase final | Classificação da fase final | Classificação da fase final |
| Time | Time                        | Pts                         | J                           | V                           | E                           | D                           | GP                          | GC                          | SG                          |
| --- | --------------------------- | --------------------------- | --------------------------- | --------------------------- | --------------------------- | --------------------------- | --------------------------- | --------------------------- | --------------------------- |
| 1 | Piauí                       | 8                           | 4                           | 4                           | 0                           | 0                           | 5                           | 0                           | +5                          |
| 2 | América de Natal            | 3                           | 4                           | 1                           | 1                           | 2                           | 2                           | 4                           | -2                          |
| 3 | Campinense                  | 1                           | 4                           | 0                           | 1                           | 3                           | 1                           | 4                           | -3                          |
| Pts – pontos; J – jogos disputados; V - vitórias; E - empates; D - derrotas; GP – gols pró; GC – gols contra; SG – saldo de gols |                             |                             |                             |                             |                             |                             |                             |                             |                             |

#### Grupo 3
| Classificação da fase final | Classificação da fase final | Classificação da fase final | Classificação da fase final | Classificação da fase final | Classificação da fase final | Classificação da fase final | Classificação da fase final | Classificação da fase final | Classificação da fase final |
| Time | Time                        | Pts                         | J                           | V                           | E                           | D                           | GP                          | GC                          | SG                          |
| --- | --------------------------- | --------------------------- | --------------------------- | --------------------------- | --------------------------- | --------------------------- | --------------------------- | --------------------------- | --------------------------- |
| 1 | Bahia                       | 7                           | 4                           | 3                           | 1                           | 0                           | 9                           | 3                           | +6                          |
| 2 | CSA                         | 3                           | 4                           | 1                           | 1                           | 2                           | 5                           | 7                           | -2                          |
| 3 | Sergipe                     | 2                           | 4                           | 0                           | 2                           | 2                           | 3                           | 7                           | -4                          |
| Pts – pontos; J – jogos disputados; V - vitórias; E - empates; D - derrotas; GP – gols pró; GC – gols contra; SG – saldo de gols |                             |                             |                             |                             |                             |                             |                             |                             |                             |

#### Decisão
Em itálico, os times que possuem o mando de campo no primeiro jogo do confronto e em negrito os times classificados.
|  | Quartas de final | Quartas de final | Quartas de final | Quartas de final |              |   | Semifinais | Semifinais | Semifinais |  |  | Final | Final | Final |
|  |                  |                  |                  |                  |              |   |            |            |            |  |  |       |       |       |
|  | 1                |                  |                  |                  |              |   |            |            |            |  |  |       |       |       |
|  | 8                |                  |                  |                  |              |   |            |            |            |  |  |       |       |       |
|  |                  |                  |                  |                  |              |   |            |            |            |  |  |       |       |       |
|  |                  |                  |                  |                  |              |   |            |            |            |  |  |       |       |       |
|  |                  |                  |                  |                  |              |   |            |            |            |  |  |       |       |       |
|  | 4                |                  |                  |                  |              |   |            |            |            |  |  |       |       |       |
|  |                  |                  |                  |                  |              |   |            |            |            |  |  |       |       |       |
|  | 5                |                  |                  |                  |              |   |            |            |            |  |  |       |       |       |
|  |                  |                  |                  |                  |              |   | Bahia      | 1          | 0          |  |  |       |       |       |
|  |                  |                  |                  |                  |              |   |            |            |            |  |  |       |       |       |
|  |                  | Fortaleza [2]    | 0                | 1                |              |   |            |            |            |  |  |       |       |       |
|  | 3                | Fortaleza [2]    | 0                | 1                |              |   |            |            |            |  |  |       |       |       |
|  |                  |                  |                  |                  |              |   |            |            |            |  |  |       |       |       |
|  | 6                |                  |                  |                  |              |   |            |            |            |  |  |       |       |       |
|  |                  | Bahia [1]        | 5                | 1                |              |   |            |            |            |  |  |       |       |       |
|  |                  |                  |                  |                  |              |   |            |            |            |  |  |       |       |       |
|  |                  | Moto Club-MA     | 0                | 0                |              |   |            |            |            |  |  |       |       |       |
|  | 2                | Moto Club-MA     | 0                | 0                | Moto Club-MA | 2 | 1          |            |            |  |  |       |       |       |
|  | 2                |                  |                  |                  | Moto Club-MA | 2 | 1          |            |            |  |  |       |       |       |
|  | 7                | Piauí            | 1                | 1                |              |   |            |            |            |  |  |       |       |       |
|  | 7                | Piauí            | 1                | 1                |              |   |            |            |            |  |  |       |       |       |

[1] O Bahia pagou ao Moto Club-MA para também jogar o segundo jogo em casa.
[2] O Fortaleza se classificou após vencer o Bahia por 2 a 1, em casa, em um jogo de desempate.

### Zona Centro

#### Grupo 1
| Classificação da fase final | Classificação da fase final | Classificação da fase final | Classificação da fase final | Classificação da fase final | Classificação da fase final | Classificação da fase final | Classificação da fase final | Classificação da fase final | Classificação da fase final |
| Time | Time                        | Pts                         | J                           | V                           | E                           | D                           | GP                          | GC                          | SG                          |
| --- | --------------------------- | --------------------------- | --------------------------- | --------------------------- | --------------------------- | --------------------------- | --------------------------- | --------------------------- | --------------------------- |
| 1 | Atlético Goianiense         | 5                           | 4                           | 2                           | 1                           | 1                           | 8                           | 3                           | +5                          |
| 2 | Operário VG                 | 4                           | 4                           | 2                           | 0                           | 2                           | 5                           | 9                           | -4                          |
| 3 | Rabello                     | 3                           | 4                           | 1                           | 1                           | 2                           | 6                           | 7                           | -1                          |
| Pts – pontos; J – jogos disputados; V - vitórias; E - empates; D - derrotas; GP – gols pró; GC – gols contra; SG – saldo de gols |                             |                             |                             |                             |                             |                             |                             |                             |                             |

#### Grupo 2
| Classificação da fase final | Classificação da fase final | Classificação da fase final | Classificação da fase final | Classificação da fase final | Classificação da fase final | Classificação da fase final | Classificação da fase final | Classificação da fase final | Classificação da fase final |
| Time | Time                        | Pts                         | J                           | V                           | E                           | D                           | GP                          | GC                          | SG                          |
| --- | --------------------------- | --------------------------- | --------------------------- | --------------------------- | --------------------------- | --------------------------- | --------------------------- | --------------------------- | --------------------------- |
| 1 | Goytacaz                    | 3                           | 2                           | 1                           | 1                           | 0                           | 2                           | 1                           | +1                          |
| 2 | Desportiva                  | 1                           | 2                           | 0                           | 1                           | 1                           | 1                           | 2                           | -1                          |
| Pts – pontos; J – jogos disputados; V - vitórias; E - empates; D - derrotas; GP – gols pró; GC – gols contra; SG – saldo de gols |                             |                             |                             |                             |                             |                             |                             |                             |                             |

#### Decisão
Em itálico, os times que possuem o mando de campo no primeiro jogo do confronto e em negrito os times classificados.
|  | Quartas de final | Quartas de final    | Quartas de final | Quartas de final |  |  | Semifinais          | Semifinais | Semifinais |  |  | Final | Final | Final |
|  |                  |                     |                  |                  |  |  |                     |            |            |  |  |       |       |       |
|  | 1                |                     |                  |                  |  |  |                     |            |            |  |  |       |       |       |
|  | 8                |                     |                  |                  |  |  |                     |            |            |  |  |       |       |       |
|  |                  | Goytacaz [1]        | 2                | 1                |  |  |                     |            |            |  |  |       |       |       |
|  |                  |                     |                  |                  |  |  |                     |            |            |  |  |       |       |       |
|  |                  | Atlético Goianiense | 0                | 2                |  |  |                     |            |            |  |  |       |       |       |
|  | 4                | Atlético Goianiense | 0                | 2                |  |  |                     |            |            |  |  |       |       |       |
|  |                  |                     |                  |                  |  |  |                     |            |            |  |  |       |       |       |
|  | 5                |                     |                  |                  |  |  |                     |            |            |  |  |       |       |       |
|  |                  |                     |                  |                  |  |  | Atlético Goianiense | 1          | 1          |  |  |       |       |       |
|  |                  |                     |                  |                  |  |  |                     |            |            |  |  |       |       |       |
|  |                  | Cruzeiro            | 2                | 6                |  |  |                     |            |            |  |  |       |       |       |
|  | 3                | Cruzeiro            | 2                | 6                |  |  |                     |            |            |  |  |       |       |       |
|  |                  |                     |                  |                  |  |  |                     |            |            |  |  |       |       |       |
|  | 6                |                     |                  |                  |  |  |                     |            |            |  |  |       |       |       |
|  |                  |                     |                  |                  |  |  |                     |            |            |  |  |       |       |       |
|  |                  |                     |                  |                  |  |  |                     |            |            |  |  |       |       |       |
|  |                  |                     |                  |                  |  |  |                     |            |            |  |  |       |       |       |
|  | 2                |                     |                  |                  |  |  |                     |            |            |  |  |       |       |       |
|  |                  |                     |                  |                  |  |  |                     |            |            |  |  |       |       |       |
|  | 7                |                     |                  |                  |  |  |                     |            |            |  |  |       |       |       |
|  |                  |                     |                  |                  |  |  |                     |            |            |  |  |       |       |       |

[1] O Atlético Goianiense venceu Goytacaz por 2 a 0, em casa, no jogo de desempate.

### Zona Sul
| Classificação da fase final | Classificação da fase final | Classificação da fase final | Classificação da fase final | Classificação da fase final | Classificação da fase final | Classificação da fase final | Classificação da fase final | Classificação da fase final | Classificação da fase final |
| Time | Time                        | Pts                         | J                           | V                           | E                           | D                           | GP                          | GC                          | SG                          |
| --- | --------------------------- | --------------------------- | --------------------------- | --------------------------- | --------------------------- | --------------------------- | --------------------------- | --------------------------- | --------------------------- |
| 1 | Metropol                    | 5                           | 4                           | 1                           | 3                           | 0                           | 5                           | 1                           | +4                          |
| 2 | Grêmio                      | 5                           | 4                           | 1                           | 3                           | 0                           | 2                           | 0                           | +2                          |
| 3 | Água Verde                  | 2                           | 4                           | 0                           | 2                           | 2                           | 1                           | 7                           | -6                          |
| Pts – pontos; J – jogos disputados; V - vitórias; E - empates; D - derrotas; GP – gols pró; GC – gols contra; SG – saldo de gols |                             |                             |                             |                             |                             |                             |                             |                             |                             |

## Fase final
A tabela original da fase final previa os confrontos na ordem abaixo:
Em itálico, os times que possuem o mando de campo no primeiro jogo do confronto e em negrito os times classificados.
|  | Oitavas de final | Oitavas de final | Oitavas de final | Oitavas de final |  |  | Quartas de final | Quartas de final | Quartas de final |  |  | Semifinais | Semifinais | Semifinais |  |  | Final | Final | Final | Final | Final |
|  |                  |                  |                  |                  |  |  |                  |                  |                  |  |  |            |            |            |  |  |       |       |       |       |       |
|  |                  |                  |                  |                  |  |  |                  |                  |                  |  |  |            |            |            |  |  |       |       |       |       |       |
|  | 1                |                  |                  |                  |  |  |                  |                  |                  |  |  |            |            |            |  |  |       |       |       |       |       |
|  | 16               |                  |                  |                  |  |  |                  |                  |                  |  |  |            |            |            |  |  |       |       |       |       |       |
|  |                  | Palmeiras        |                  |                  |  |  |                  |                  |                  |  |  |            |            |            |  |  |       |       |       |       |       |
|  |                  |                  |                  |                  |  |  |                  |                  |                  |  |  |            |            |            |  |  |       |       |       |       |       |
|  |                  | Fortaleza        |                  |                  |  |  |                  |                  |                  |  |  |            |            |            |  |  |       |       |       |       |       |
|  | 8                |                  |                  |                  |  |  |                  |                  |                  |  |  |            |            |            |  |  |       |       |       |       |       |
|  |                  |                  |                  |                  |  |  |                  |                  |                  |  |  |            |            |            |  |  |       |       |       |       |       |
|  | 9                |                  |                  |                  |  |  |                  |                  |                  |  |  |            |            |            |  |  |       |       |       |       |       |
|  |                  |                  |                  |                  |  |  |                  |                  |                  |  |  |            |            |            |  |  |       |       |       |       |       |
|  |                  |                  |                  |                  |  |  |                  |                  |                  |  |  |            |            |            |  |  |       |       |       |       |       |
|  |                  | Santos           |                  |                  |  |  |                  |                  |                  |  |  |            |            |            |  |  |       |       |       |       |       |
|  | 5                |                  |                  |                  |  |  |                  |                  |                  |  |  |            |            |            |  |  |       |       |       |       |       |
|  |                  |                  |                  |                  |  |  |                  |                  |                  |  |  |            |            |            |  |  |       |       |       |       |       |
|  | 12               |                  |                  |                  |  |  |                  |                  |                  |  |  |            |            |            |  |  |       |       |       |       |       |
|  |                  |                  |                  |                  |  |  |                  |                  |                  |  |  |            |            |            |  |  |       |       |       |       |       |
|  |                  |                  |                  |                  |  |  |                  |                  |                  |  |  |            |            |            |  |  |       |       |       |       |       |
|  |                  |                  |                  |                  |  |  |                  |                  |                  |  |  |            |            |            |  |  |       |       |       |       |       |
|  | 4                |                  |                  |                  |  |  |                  |                  |                  |  |  |            |            |            |  |  |       |       |       |       |       |
|  |                  |                  |                  |                  |  |  |                  |                  |                  |  |  |            |            |            |  |  |       |       |       |       |       |
|  | 13               |                  |                  |                  |  |  |                  |                  |                  |  |  |            |            |            |  |  |       |       |       |       |       |
|  |                  |                  |                  |                  |  |  |                  |                  |                  |  |  |            |            |            |  |  |       |       |       |       |       |
|  |                  |                  |                  |                  |  |  |                  |                  |                  |  |  |            |            |            |  |  |       |       |       |       |       |
|  |                  |                  |                  |                  |  |  |                  |                  |                  |  |  |            |            |            |  |  |       |       |       |       |       |
|  | 2                |                  |                  |                  |  |  |                  |                  |                  |  |  |            |            |            |  |  |       |       |       |       |       |
|  |                  |                  |                  |                  |  |  |                  |                  |                  |  |  |            |            |            |  |  |       |       |       |       |       |
|  | 15               |                  |                  |                  |  |  |                  |                  |                  |  |  |            |            |            |  |  |       |       |       |       |       |
|  |                  | Cruzeiro         |                  |                  |  |  |                  |                  |                  |  |  |            |            |            |  |  |       |       |       |       |       |
|  |                  |                  |                  |                  |  |  |                  |                  |                  |  |  |            |            |            |  |  |       |       |       |       |       |
|  |                  |                  |                  |                  |  |  |                  |                  |                  |  |  |            |            |            |  |  |       |       |       |       |       |
|  | 7                | Botafogo         |                  |                  |  |  |                  |                  |                  |  |  |            |            |            |  |  |       |       |       |       |       |
|  | 7                | Botafogo         |                  |                  |  |  |                  |                  |                  |  |  |            |            |            |  |  |       |       |       |       |       |
|  | 10               | Metropol         |                  |                  |  |  |                  |                  |                  |  |  |            |            |            |  |  |       |       |       |       |       |
|  | 10               | Metropol         |                  |                  |  |  |                  |                  |                  |  |  |            |            |            |  |  |       |       |       |       |       |
|  |                  |                  |                  |                  |  |  |                  |                  |                  |  |  |            |            |            |  |  |       |       |       |       |       |
|  |                  | Náutico          |                  |                  |  |  |                  |                  |                  |  |  |            |            |            |  |  |       |       |       |       |       |
|  | 6                |                  |                  |                  |  |  |                  |                  |                  |  |  |            |            |            |  |  |       |       |       |       |       |
|  |                  |                  |                  |                  |  |  |                  |                  |                  |  |  |            |            |            |  |  |       |       |       |       |       |
|  | 11               |                  |                  |                  |  |  |                  |                  |                  |  |  |            |            |            |  |  |       |       |       |       |       |
|  |                  |                  |                  |                  |  |  |                  |                  |                  |  |  |            |            |            |  |  |       |       |       |       |       |
|  |                  |                  |                  |                  |  |  |                  |                  |                  |  |  |            |            |            |  |  |       |       |       |       |       |
|  |                  |                  |                  |                  |  |  |                  |                  |                  |  |  |            |            |            |  |  |       |       |       |       |       |
|  | 3                |                  |                  |                  |  |  |                  |                  |                  |  |  |            |            |            |  |  |       |       |       |       |       |
|  |                  |                  |                  |                  |  |  |                  |                  |                  |  |  |            |            |            |  |  |       |       |       |       |       |
|  | 14               |                  |                  |                  |  |  |                  |                  |                  |  |  |            |            |            |  |  |       |       |       |       |       |

Devido ao atraso do torneio, por causa da confusão do jogo entre Botafogo e Metropol, a Taça Brasil perdeu a vaga para a Copa Libertadores, o que fortaleceu o antigo desejo da CBD de não mandar representantes para a competição sul-americana, para evitar a violência excessiva dos argentinos e uruguaios, motivado pelo Brasil estar perto de conquistar o inédito tricampeonato da Copa do Mundo, e por consequência a posse definitiva da Taça Jules Rimet, já que a Copa Libertadores também não era considerada atrativa aos clubes brasileiros, pelas viagens longas onerosas e premiações baixas.
Assim, a CBD deu fim a Taça Brasil, que foi inicialmente criada com o intuito de ser uma seletiva brasileira, para definir o representante do país na Copa Libertadores, depois de ainda Santos e Palmeiras aproveitarem para desistir do torneio em fevereiro de 1969, por não existir qualquer possibilidade de punição no âmbito esportivo do Brasil. Para evitar também que o Fortaleza fosse diretamente para a final nesta edição, a CBD alterou a tabela, mudando o Náutico de chave. A fase final prosseguiu da seguinte forma:
|  | Quartas de final | Quartas de final | Quartas de final | Quartas de final |              |   | Semifinais | Semifinais | Semifinais |  |  | Final | Final | Final |
|  |                  |                  |                  |                  |              |   |            |            |            |  |  |       |       |       |
|  | 1                |                  |                  |                  |              |   |            |            |            |  |  |       |       |       |
|  | 8                |                  |                  |                  |              |   |            |            |            |  |  |       |       |       |
|  |                  | Fortaleza [2]    | 2                | 1                |              |   |            |            |            |  |  |       |       |       |
|  |                  |                  |                  |                  |              |   |            |            |            |  |  |       |       |       |
|  |                  | Náutico          | 1                | 2                |              |   |            |            |            |  |  |       |       |       |
|  | 4                | Náutico          | 1                | 2                |              |   |            |            |            |  |  |       |       |       |
|  |                  |                  |                  |                  |              |   |            |            |            |  |  |       |       |       |
|  | 5                |                  |                  |                  |              |   |            |            |            |  |  |       |       |       |
|  |                  |                  |                  |                  |              |   | Fortaleza  | 2          | 0          |  |  |       |       |       |
|  |                  |                  |                  |                  |              |   |            |            |            |  |  |       |       |       |
|  |                  | Botafogo         | 2                | 4                |              |   |            |            |            |  |  |       |       |       |
|  | 3                | Botafogo         | 2                | 4                |              |   |            |            |            |  |  |       |       |       |
|  |                  |                  |                  |                  |              |   |            |            |            |  |  |       |       |       |
|  | 6                |                  |                  |                  |              |   |            |            |            |  |  |       |       |       |
|  |                  | Cruzeiro         | 0                | 1                |              |   |            |            |            |  |  |       |       |       |
|  |                  |                  |                  |                  |              |   |            |            |            |  |  |       |       |       |
|  |                  | Botafogo         | 1                | 1                |              |   |            |            |            |  |  |       |       |       |
|  | 2                | Botafogo         | 1                | 1                | Botafogo [1] | 6 | 0          |            |            |  |  |       |       |       |
|  | 2                |                  |                  |                  | Botafogo [1] | 6 | 0          |            |            |  |  |       |       |       |
|  | 7                | Metropol         | 1                | 1                |              |   |            |            |            |  |  |       |       |       |
|  | 7                | Metropol         | 1                | 1                |              |   |            |            |            |  |  |       |       |       |

[1] No jogo de desempate, o Botafogo empatou em 1 a 1 com o Metropol em casa, após uma interrupção no final da partida, devido a um forte temporal. O Botafogo brigava pelo empate, por causa do saldo de gols das duas primeiras partidas e aceitou jogar os minutos restantes no dia seguinte, mas o Metropol queria uma nova partida inteira em outra data, o que fez o clube catarinense desistir do torneio, depois de ter atrasado a competição em 1 ano, com o imbróglio.
[2] O Fortaleza venceu o Náutico fora de casa por 1 a 0 em um jogo de desempate.

## A decisão
| 3 de Setembro de 1969 | Fortaleza           | 2 – 2 | Botafogo | Estádio Presidente Vargas, Fortaleza       |
|                       | Erandir · Joãozinho |       | Ferretti | Público: 15,375 Árbitro: José Mário Vinhas |

| 4 de Outubro de 1969 | Botafogo                                               | 4 – 0 | Fortaleza | Estádio do Maracanã, Rio de Janeiro                                |
|                      | Roberto Miranda 7' · Ferretti 53', 83' · Afonsinho 65' |       |           | Público: 13,588 Renda: Cr$34.006,75 Árbitro: Guálter Portela Filho |

## Premiação
| Campeonato Brasileiro de Futebol de 1968 (Taça Brasil) |
| Rio de Janeiro                                         |
| Botafogo de Futebol e Regatas (1º título)              |
| ------------------------------------------------------ |

## Classificação final
OBS: Em fevereiro de 1969, Palmeiras e Santos desistiram da competição após o início da segunda fase, não chegando a jogar e tendo os seus jogos desconsiderados da classificação geral.[carece de fontes?]

## Principais artilheiros
1. Ferreti (Botafogo): 7 gols.[10]
2. Sanfilippo (Bahia): 5 gols.
3. Cajé (Bahia) e Dirceu Lopes (Cruzeiro): 4 gols.